# Rand Refinery
Die im Jahre 1920 in Germiston begründete Rand Refinery (Pty) ist die bedeutendste Edelmetallaffinerie der Welt.

## Geschichte
Seit Gründung des Unternehmens, im August 1920, hat sie nach eigenen Angaben 50.000 Tonnen Gold geschieden. Dies entspricht einer Affinage von ungefähr 30 % aller jemals auf der ganzen Erde gefundenen Goldvorkommen. Ferner hat das Unternehmen im Auftrag des südafrikanischen Staates das alleinige Recht, die Anlage- und Kurantmünze Krugerrand zu prägen. Die Anteile des Unternehmens werden (2019) von fünf Unternehmensbeteiligungen gehalten: AngloGold Ashanti 42,41 %, Harmony Gold Mining 10 %, DRDGOLD 11,3 %, Sibanye Gold 33,15 % und Gold Fields Operations 2,76 %.
Eine Inventur nach der Umstellung des Computersystems innerhalb des Unternehmens im Jahre 2014 ergab eine Fehlmenge in der Position Goldbestand von 2,7 Tonnen. Diese Fehlmenge entspricht einem Gegenwert von 85 Millionen Euro.

## Produkte
- Gussbarren

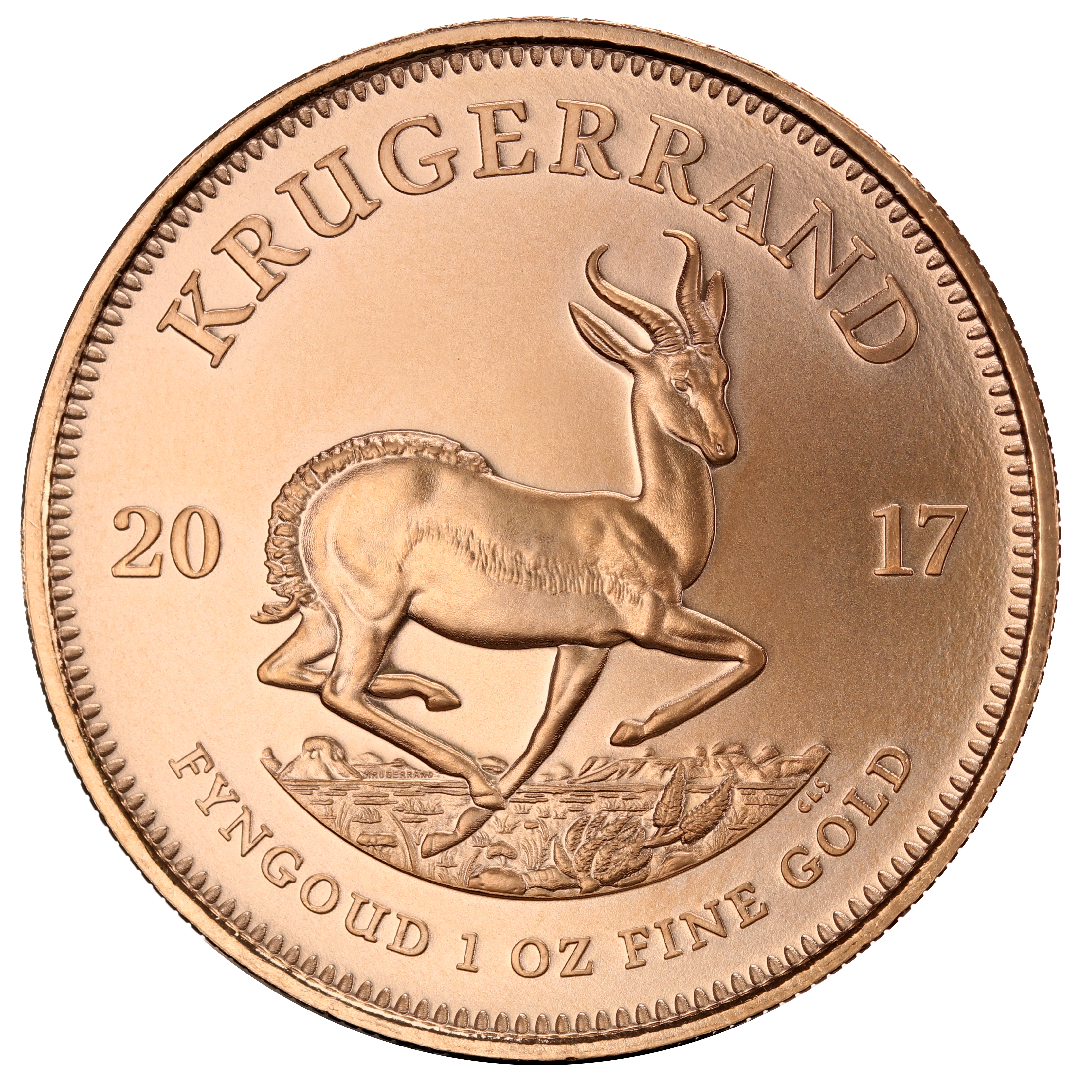
Unze Gold Krügerrand 2017 Wertseite

- Halbfertigwaren für das Goldschmiedehandwerk
- Prägebarren
- Prägemünzen